# Masami Tanaka
Masami Tanaka (n. 5 ianuarie 1979, Insula Hokkaidō, Prefectura Hokkaidō, Japonia) este o înotătoare japoneză, medaliată olimpică. A participat la 3 ediții ale Jocurilor Olimpice (1996, 2000, 2004) în care a câștigat o medalie de bronz.